# H.I.P. H.O.P.
H.I.P. H.O.P. war eine französische Fernsehserie, die im Jahr 1984 ausgestrahlt wurde. Sie war weltweit die erste Sendung nur zum Thema Hip-Hop (Rap und Breakdance). Die Präsentation wurde gerappt. H.I.P. H.O.P. war die erste Fernsehsendung in Frankreich, die von einem schwarzen Diskussionsleiter vorgestellt wurde.

## Daten
Es wurden 43 Folgen der Serie von Januar bis Dezember 1984 auf Kanal TF1 ausgestrahlt. Geplant und geleitet wurde sie von Sidney Duteil, der die Hip-Hop-Kultur in Frankreich verbreitete. Produzentin war Marie-France Brière.
Neben Sidney Duteil empfing die Sendung zahlreiche Gäste, zum Beispiel Sugarhill Gang, Kurtis Blow, Afrika Bambaataa, Herbie Hancock, The Breaks, The Tribe, The Art of Noise und Madonna. Regelmäßige Gäste waren die Paris City Breakers und der Graffiti-Sprayer Futura 2000 aus New York.

## Diskussionen
- H.I.P. H.O.P. : L'émission mythique de Sidney, Universal/ULM 2001 (Kompilation, mit Kurtis Blow, Herbie Hancock, Afrika Bambaataa, Sugarhill Gang, Grandmaster Flash, LL Cool J, Break Machine, Man Parish, West Street Mob, The Art of Noise, Davy DMX, G.L.O.B.E. & Whiz Kid, Rock Steady Crew, The Tribe)
- HIP HOP, version originale du générique (P. Duteil / F. Montabord), CBS 1984 (45t), ref. CBS4293
- Sidney: Let's Break (smurf) (featuring Black & white & co) (P. Duteil / F. Montabord), Clever / Carrère / Pianola Music 1984 (45t)